# 파브리스 온도아
조제프 파브리스 온도아 에보고(프랑스어: Joseph Fabrice Ondoa Ebogo, 1995년 12월 24일 ~)는 카메룬 선수로 현재 카메룬 축구 국가대표팀과 라리가의 데포르티보 알라베스에서 골키퍼로 활약하고 있다. 그의 친척 안드레 오나나는 현재 맨체스터 유나이티드에서 골키퍼로 활약하고 있다.

## 클럽 경력

### FC 바르셀로나 B
온도아는 2009년 에투 재단을 통해 FC 바르셀로나유스팀에 합류하였다.이후 유스팀에서 뛰어난 활약을보이며 카다테 A,후베닐 B,후베닐 A에서 주전 골키퍼로 뛰며 빼어난 활약을 보여주었으며 2014-2015을 앞두고 FC 바르셀로나 B팀에 합류하게 되었다.

## 국가대표팀 경력
2014년 8월 24일, 온도아는 카메룬의 부름을 받고 처음으로 대표팀에 합류하였고 콩고 민주 공화국, 코트디부아르와의 경기에 출전하며 A매치 데뷔를 하였다.콩고 민주 공화국과의 경기에서 2-0으로 승리하자 폴커 핀케 감독은 온도아를 칭찬을 하였다.